# Wintergatan
 (novembre 2019).
Si vous disposez d'ouvrages ou d'articles de référence ou si vous connaissez des sites web de qualité traitant du thème abordé ici, merci de compléter l'article en donnant les références utiles à sa vérifiabilité et en les liant à la section « Notes et références ».
Wintergatan (prononciation suédoise : [vɪntɛrˌɡɑːtan], La Voie lactée) est un groupe de folktronica suédois originaire de Göteborg. Martin Molin et Marcus Sjöberg faisaient partie à l'époque du groupe originel Detektivbyrån.
Leur premier album Wintergatan a été réalisé en 2013.

## Marble Machine

### La Marble machine initiale
Entre décembre 2014 et mars 2016, le groupe mit en ligne plusieurs vidéos YouTube mettant en scène Martin Molin documentant la construction d'une boîte à musique qui utilise des billes pour jouer des instruments. La machine fonctionne en activant une manivelle à la main, qui entraîne des billes de métal à travers celle-ci. Les billes passent ensuite dans plusieurs tubes, depuis lesquelles elles sont lâchées d'une certaine hauteur sur de multiples instruments, jouant un certain son lorsque les billes les frappent. Parmi les instruments, on retrouve un vibraphone, une guitare basse, une cymbale, ou encore des percussions émulées. Une vidéo musicale finale montrant la machine pendant son utilisation a été réalisée en 2016. La vidéo compte plus de 260 millions de vues sur YouTube (février 2025).
Cette vidéo est également accompagnée d'une mini-série montrant les différentes étapes clefs de la réalisation de la Marble Machine ainsi que de son fonctionnement. Quelque temps après la publication de la vidéo de la Marble Machine, Martin fera la compilation des reprises (covers) réalisées par des fans au travers d'instruments parfois très insolites. On notera des reprises faites par des disques durs, des éclairs électriques ou une séquence animée sous Minecraft.

### La Marble Machine X
Le désir initial du groupe était d'emmener cette Marble Machine lors de leur tournées, mais il s'avéra qu'elle était loin d'avoir la fiabilité nécessaire. Des pieds au design trop léger et vacillants, au système de remontée des billes capricieux, en passant par une qualité de jeu aléatoire, liée à l'ajustage peu précis de pièces entièrement faites à la main, finalement cette Marble Machine était inutilisable. L'enregistrement en lui même a été ardu et résulte de l'assemblage de plusieurs séquences "propres" issues d'une multitude de prises. Malgré tout, cette Marble Machine était une preuve de concept, et le succès des vidéos, non seulement de l'enregistrement final, mais aussi des courts-métrages qui ont suivi sa réalisation, vont motiver Martin à reprendre entièrement le design de la Marble Machine, mais en élevant drastiquement le niveau de rigueur de sa réalisation.
Durant le restant de l'année 2016, Martin va publier des vidéos autour de la Marble Machine (fonctionnement), des concerts (sans la Marble Machine), ainsi que sur la réalisation d'autres instruments, comme le Modulin. Le 1er janvier 2017, Martin annonce son projet de reprendre à 0 le design de la Marble Machine, de réutiliser la connaissance acquise pour faire mieux (plus de fonctionnalités) et éviter les lacunes & pièges rencontrés. Il dit avoir cette idée en tête depuis quelque temps car il veut pouvoir utiliser une Marble Machine en tournée. Pour atteindre cet objectif, il annonce utiliser une démarche beaucoup plus robuste, fiable et efficace. Les principaux points clefs seront :
- travailler d'abord le design sur un logiciel de CAO,
- investir dans une machine d'usinage numérique 3 axes (et d'une imprimante 3D),
- construction modulaire pour faciliter la manutention (montage, démontage et transport) lors des tournées. La Marble Machine sera composée de 7 modules,
- réalisation d'une série de vidéos hebdomadaires décrivant la réalisation de la nouvelle Marble Machine : les "Wintergatan's Wednesdays" (publiées chaque mercredi),
- utiliser les commentaires et retours sur ces vidéos pour améliorer le design et résoudre les problèmes les plus critiques,
- monter une équipe de designers, avec Karin et Olof Eneroth notamment, pour avancer plus vite et en bénéficiant de leur expertise technique et en CAO,
- ces vidéos seront réalisées avec l'aide d'un réalisateur dédié (Hannes Trainerds Knutsson) afin de les rendre les plus professionnelles et toucher un public plus large,
- cette nouvelle Marble Machine s'appellera "Marble Machine X" ou "MMX".

Le 18 janvier démarre le premier épisode avec le blue-print de la MMX. Dans un premier temps, les épisodes vont avoir une parution assez hétérogène, centrées sur les fonctionnalités clef (distribution des billes, etc.). En mai, Martin décide de prendre des congés et de partir visiter notamment le Museum Speelklok à Utrecht, aux Pays-Bas,, qui répertorie une grande variété de machines musicales programmées (de l'orgue de barbarie à des réalisations beaucoup plus complexes). En avril 2017, Martin démonta la Marble Machine initiale pour l'exposer au Speelklok Museum. De mi-mai à début août, il n'y aura pas de vidéo postée. En effet, en plus de la nécessité de prise de recul au vu de l'ampleur du projet, la charge de travail pour produire les vidéos se faisait au détriment du développement de la MMX. Les vidéos ont repris début août avec le 8e épisode de la série montrant le premier usinage avec la Machine à commande numérique 3 axes, accompagnée d'une micro-série en parallèle sur les machines les plus remarquables du Speelklok Museum. Courant octobre, Martin emménage en France, en Provence, et fait venir son atelier avec lui. Les vidéos sortent maintenant tous les mercredis, en accord avec leur thème "Wintergatan's Wednesdays".
En avril 2018 les principaux modules sont terminés. Les plus gros manquants sont les instruments de musique et la mise en place des doigts de largage des billes (un seul est monté pour le moment). Les dernières vidéos semblent indiquer que la MMX a de bien meilleures performances en répétabilité.
Le 24 avril 2019, une vidéo de 7 minutes montre sur YouTube pour la première fois la MMX fonctionnelle, avec une bille effectuant une boucle complète dans le circuit (largage, récupération, remontée, distribution et relargage).

## Discographie

### Albums
- Wintergatan (2013) (avec les singles Sommarfågel et Starmachine2000)
- Live at Victoriateatern (2017)

### Singles
- Emerson (2011)
- Sommarfågel (2013)
- Starmachine2000 (2013)
- Tornado (2013)
- The Rocket (2013)
- Valentine (2013)
- Biking Is Better (2013)
- Slottskogen Disc Golf Club (2013)
- Västanberg (2013)
- All Was Well (2013)
- Paradis (2013)
- Visa från Utanmyra (2014)
- Marble Machine (2016)
- Dr Wilys Castle (2017)
- Music Machine Mondays Theme Song (2017)
- Music Box, Harp & Hammered Dulcimer (2018)
- Moon And Star (2018)
- Sandviken Stradivarius (2018)
- Local Cluster (2018)
- Olivier (2018)
- Proof of Concept (2019)